# Дома 58 км
Дома 58 км (рос. Дома 58 км) — починок у Воткінському районі Удмуртії, Росія.
Населення становить 3 особи (2010, 2 у 2002).
Національний склад (2002):
- росіяни — 100 %

У починку розташована залізнична платформа 58 км.